# Пачковка
Пачковка — небольшая река в Печорском районе Псковской области. Один из правых притоков р. Пиуза (Пимжа), бассейн Псковского озера. Длина реки достигает 19 км; площадь водосборного бассейна составляет 82 км². Питание снеговое, дождевое, подземное. Исток — в канализированной болотной системе возле деревень Печорское Волохово и Качево. Далее течёт на север в живописной пересечённой глубокой и поросшей лесом долине.

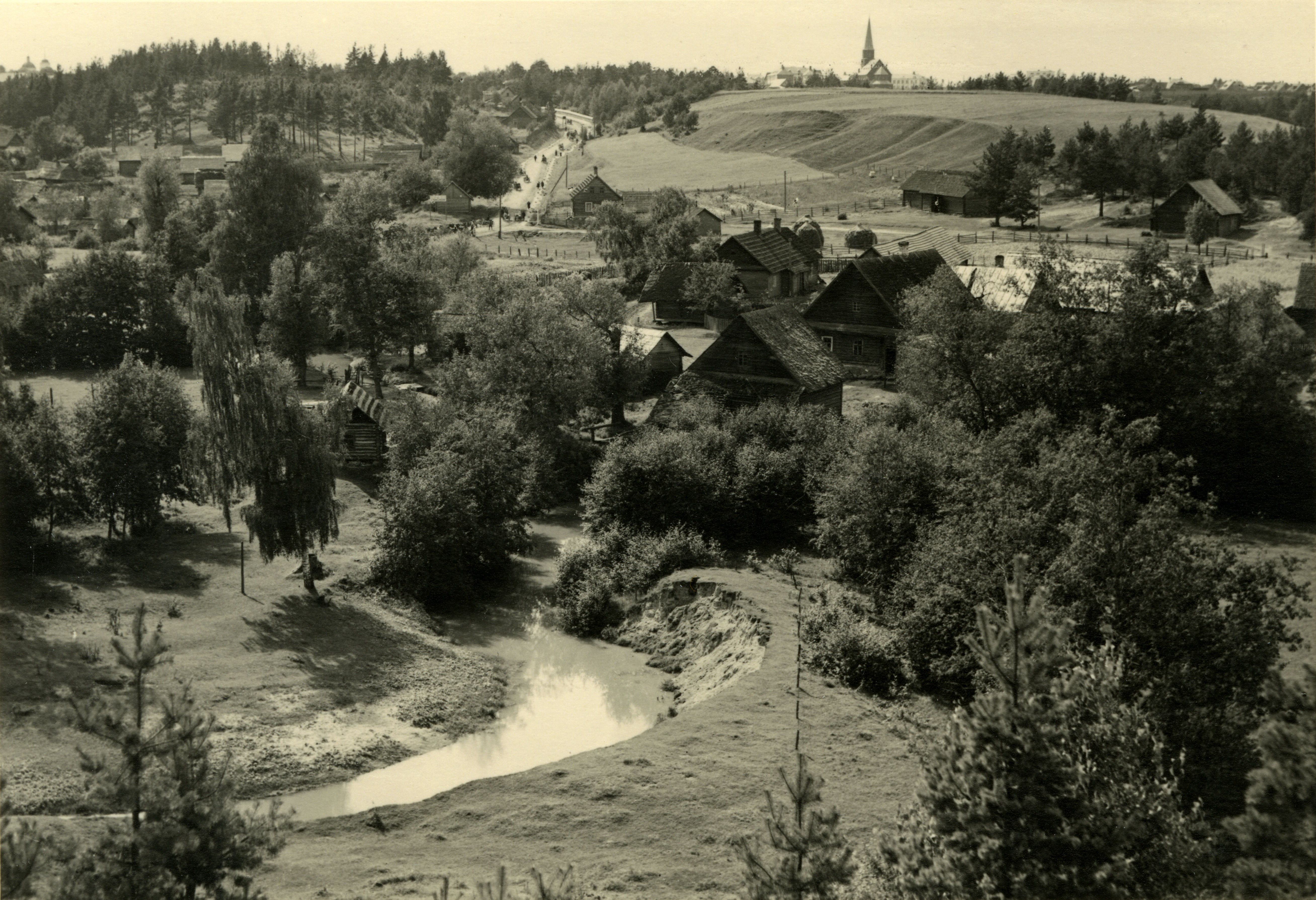
Долина реки Пачковка в окрестностях Печор, 1930-е годы

На реке расположен город Печоры. В пределах городской черты принимает крупный левый приток. В бассейне реки расположены озёра Кучинское, Усовское, Троицкое, Лаберица.
Река испытывает сильную антропогенную нагрузку.
Название реки предположительно имеет финно-угорское происхождение и возводится либо к основе paatjas 'бледно-жёлтая' или к paeta 'бежать'.